# 33
33 (XXXIII) var ett normalår som började en torsdag i den julianska kalendern.

## Händelser
- Följande datum år 33 är sannolika tidpunkter för händelserna kring Jesu korsfästelse och har räknats fram oberoende med två olika astronomiska metoder (Newtons metod respektive månförmörkelsemetoden). Andra år och datum, som anses mindre troliga, har också föreslagits.[1]
  - 29 mars (Palmsöndagen) – Jesus Kristus håller sitt högtidliga intåg i Jerusalem, (Matteus 21:1...).
  - 2 april (Skärtorsdagen) – Sista måltiden äger rum ( Matteus 26:17...).
  - 3 april (Långfredagen) – Jesus korsfästs, (Matteus 27:32...).
  - 5 april (Påskdagen) – Jesus återuppstår. (Matteus 28:1...).
  - 14 maj (Kristi himmelsfärds dag) – Jesu himmelsfärd (Apostlagärningarna 1:6....).
  - 24 maj (Pingstdagen) – Den Helige Ande utgöts över lärljungarna, (Apg. 2).
  - Traditionellt sett grundas kristendomen detta datum, eftersom "förberedelsetiden" för kyrkoåldern var färdig.
- Galba blir konsul i Rom.
- Tiberius grundar en kreditbank i Rom.
- En finansiell kris drabbar Rom, på grund av dålig penningpolitik. Jordvärdena rasar och krediterna ökar. Detta leder till brist på kontanter, förtroendekris och stor jordspekulation. De värst drabbade är senatorer, riddare och välbesuttna. Många aristokratiska familjer ruineras.

## Födda
- Gaius Rubellius Plautus, son till Gaius Rubellius Blandus och Julia

## Avlidna
- 3 april
  - Judas Iskariot, en av Jesu lärjungar, ska ha begått självmord några timmar innan Jesus själv dog
  - Jesus Kristus, messias, judisk profet och grundare av kristendomen (avrättad genom korsfästning)
- Gaius Asinius Gallus, änkling efter Vipsania Agrippina och möjligen älskare till Agrippina d.ä. (svältdöden)
- Agrippina d.ä., hustru till Germanicus (självmord genom svältdöden)
- Nero Caesar (ej att förväxla med kejsar Nero), son till Germanicus och Agrippina d.ä., adoptivdotterson till Tiberius (svältdöden)
- Drusus Caesar, son till Germanicus och Agrippina d.ä., adoptivson till Tiberius (svältdöden)
- Marcus Aemilius Lepidus, senator, konsul 6, svärfar till Drusus Caesar (naturliga orsaker)

### Fotnoter
1. ↑  Om Jesu död